# Roberto Grau (rugbista)
Roberto Diego Grau (Buenos Aires, 16 luglio 1970) è un ex rugbista a 15, allenatore di rugby a 15 e imprenditore argentino.

## Biografia
Grau crebbe sportivamente nel Liceo Rugby Club di Mendoza, squadra nella quale militò per tutta la sua carriera agonistica da dilettante; esordì in Nazionale argentina nel 1993 a Tucumán in occasione di un test match contro il Giappone, e prese parte al campionato Sudamericano di quell'anno, vincendolo.
Partecipò anche alle fasi eliminatorie per la Coppa del Mondo di rugby 1995, senza tuttavia essere convocato per la fase finale di detto torneo.
Nel 1996 fu ingaggiato in Sudafrica come professionista dall'ex provincia rugbistica del Transvaal, all'epoca ribattezzata Gauteng Lions; in tale periodo giunse alla finale di Currie Cup; nel 1997 si trasferì in Inghilterra, presso i londinesi Saracens.
Con tale club nel 1998 Grau vinse il suo unico trofeo europeo, la coppa Anglo-Gallese; un anno più tardi fu presente in Galles alla Coppa del Mondo di rugby 1999 e, nel 2000, si trasferì in Francia per firmare un contratto per un anno con il Dax dopo avere declinato un'offerta del Bath; al termine della stagione francese tornò in Argentina al Liceo di Mendoza.
Disputò la sua ultima stagione da giocatore in corrispondenza con la Coppa del Mondo di rugby 2003 in Australia, suo ultimo impegno ufficiale; a causa di una squalifica di otto settimane subìta dall'International Rugby Board dopo un nervoso e combattuto incontro della prima fase a gironi contro l'Irlanda perso di un solo punto (15-16), Grau terminò anzitempo la sua carriera internazionale; dopo l'eliminazione dalla Coppa del Mondo Grau manifestò la sua intenzione di voler dedicarsi alla carriera tecnica e seguire la sua azienda, una concessionaria sudamericana della Nestlé.
Dopo il ritiro ha seguito le giovanili del Liceo Rugby Club e, nel 2009, è stato incaricato dalla commissione rugbistica della regione di Cuyo (competente per la provincia di Mendoza) della guida della prima squadra provinciale che partecipa al Campeonato Argentino, competizione riservata alle rappresentative delle 24 unioni che formano la Unión Argentina de Rugby.

## Palmarès
- Campionati sudamericani: 2
Argentina: 1993, 1995
- Coppe Anglo-Gallesi: 1
Saracens: 1997-98